# Diclavaspis xerophila
Diclavaspis xerophila är en insektsart som beskrevs av Abraham Munting 1969. Diclavaspis xerophila ingår i släktet Diclavaspis och familjen pansarsköldlöss. Inga underarter finns listade i Catalogue of Life.